# Їржі Ярошик
Їржі Ярошик (чеськ. Jiří Jarošík, нар. 27 жовтня 1977, Усті-над-Лабем) — чеський футболіст, що грав на позиції захисника, півзахисника, флангового півзахисника.
Виступав, зокрема, за клуб «Спарта» (Прага), а також національну збірну Чехії.
П'ятиразовий чемпіон Чехії. Володар Кубка Чехії. Чемпіон Росії. Володар Суперкубка Росії. Чемпіон Англії. Дворазовий чемпіон Шотландії. Володар Кубка Шотландії.

## Клубна кар'єра
У дорослому футболі дебютував 1996 року виступами за команду «Спарта» (Прага), в якій провів сім сезонів, взявши участь у 101 матчі чемпіонату. За цей час п'ять разів виборював титул чемпіона Чехії.
Згодом з 1997 по 2013 рік грав у складі команд «Слован», ЦСКА (Москва), «Челсі», «Бірмінгем Сіті», «Селтік», «Крила Рад» (Самара), «Реал Сарагоса» та «Спарта» (Прага). Протягом цих років додав до переліку своїх трофеїв ще чотири титули чемпіона Чехії, ставав чемпіоном Росії, володарем Суперкубка Росії, чемпіоном Англії, чемпіоном Шотландії (двічі), володарем Кубка Шотландії.
Завершив ігрову кар'єру у команді «Алавес», за яку виступав протягом 2013—2015 років.

## Виступи за збірні
У 1994 році дебютував у складі юнацької збірної Чехії (U-16), загалом на юнацькому рівні взяв участь у 8 іграх, відзначившись одним забитим голом.
Протягом 1997–2000 років залучався до складу молодіжної збірної Чехії. На молодіжному рівні зіграв у 24 офіційних матчах, забив 4 голи.
У 2000 році дебютував в офіційних матчах у складі національної збірної Чехії.
Загалом протягом кар'єри в національній команді, яка тривала 6 років, провів у її формі 23 матчі.
| Дата       | Місто        | Господарі          | Результат | Гості          | Турнір            | Голи | Примітки  |
| ---------- | ------------ | ------------------ | --------- | -------------- | ----------------- | ---- | --------- |
| 16-8-2000  | Острава      | Чехія              | 0 – 1     | Словенія       | товариський матч  | -    | 46' 89'   |
| 28-2-2001  | Скоп'є       | Північна Македонія | 1 – 1     | Чехія          | товариський матч  | -    | 77'       |
| 24-3-2001  | Белфаст      | Північна Ірландія  | 0 – 1     | Чехія          | Відбір до ЧС 2002 | -    | 80'       |
| 28-3-2001  | Прага        | Чехія              | 0 – 0     | Данія          | Відбір до ЧС 2002 | -    | 86'       |
| 25-4-2001  | Прага        | Чехія              | 1 – 1     | Бельгія        | товариський матч  | -    | 46'       |
| 15-8-2001  | Дрновіце     | Чехія              | 5 – 0     | Південна Корея | товариський матч  | -    | 51'       |
| 1-9-2001   | Рейк'явік    | Ісландія           | 3 – 1     | Чехія          | Відбір до ЧС 2002 | -    | 46'       |
| 5-9-2001   | Теплиці      | Чехія              | 3 – 2     | Мальта         | Відбір до ЧС 2002 | -    | 47' 65'   |
| 10-11-2001 | Брюссель     | Бельгія            | 1 – 0     | Чехія          | Відбір до ЧС 2002 | -    |           |
| 14-11-2001 | Прага        | Чехія              | 0 – 1     | Бельгія        | Відбір до ЧС 2002 | -    | 57'       |
| 12-2-2002  | Ларнака      | Чехія              | 2 – 0     | Угорщина       | товариський матч  | -    | 34'       |
| 18-5-2002  | Прага        | Чехія              | 1 – 0     | Італія         | товариський матч  | -    |           |
| 6-9-2002   | Прага        | Чехія              | 5 – 0     | Югославія      | товариський матч  | -    | 64'       |
| 12-10-2002 | Кишинів      | Молдова            | 0 – 2     | Чехія          | Відбір до ЧЄ 2004 | -    | 55' 59'   |
| 16-10-2002 | Теплиці      | Чехія              | 2 – 0     | Білорусь       | Відбір до ЧЄ 2004 | -    | 90' 90+3' |
| 20-11-2002 | Теплиці      | Чехія              | 3 – 3     | Швеція         | товариський матч  | -    | 46'       |
| 12-11-2003 | Теплиці      | Чехія              | 5 – 1     | Канада         | товариський матч  | -    | 46'       |
| 18-2-2004  | Палермо      | Італія             | 2 – 2     | Чехія          | товариський матч  | -    | 79'       |
| 9-10-2004  | Прага        | Чехія              | 1 – 0     | Румунія        | Відбір до ЧС 2006 | -    | 84'       |
| 13-10-2004 | Єреван       | Вірменія           | 0 – 3     | Чехія          | Відбір до ЧС 2006 | -    | 73'       |
| 9-2-2005   | Целє (місто) | Словенія           | 0 – 3     | Чехія          | товариський матч  | -    |           |
| 26-3-2005  | Теплиці      | Чехія              | 4 – 3     | Фінляндія      | Відбір до ЧС 2006 | -    | 73'       |
| 12-11-2005 | Осло         | Норвегія           | 0 – 1     | Чехія          | Відбір до ЧС 2006 | -    | 87'       |
| Усього     |              | Матчів             | 23        |                | Голів             | 0    |           |

## Титули і досягнення
- Чемпіон Чехії (5):

«Спарта» (Прага): 1996-1997, 1998-1999, 1999-2000, 2000-2001, 2002-2003
- Володар Кубка Чехії (1):

«Спарта» (Прага): 1995-1996
- Чемпіон Росії (1):

ЦСКА (Москва): 2003
- Володар Суперкубка Росії (1):

ЦСКА (Москва): 2004
- Чемпіон Англії (1):

«Челсі»: 2004-2005
- Чемпіон Шотландії (2):

«Селтік»: 2006-2007, 2007-2008
- Володар Кубка Шотландії (1):

«Селтік»: 2006-2007